# Laxenburg

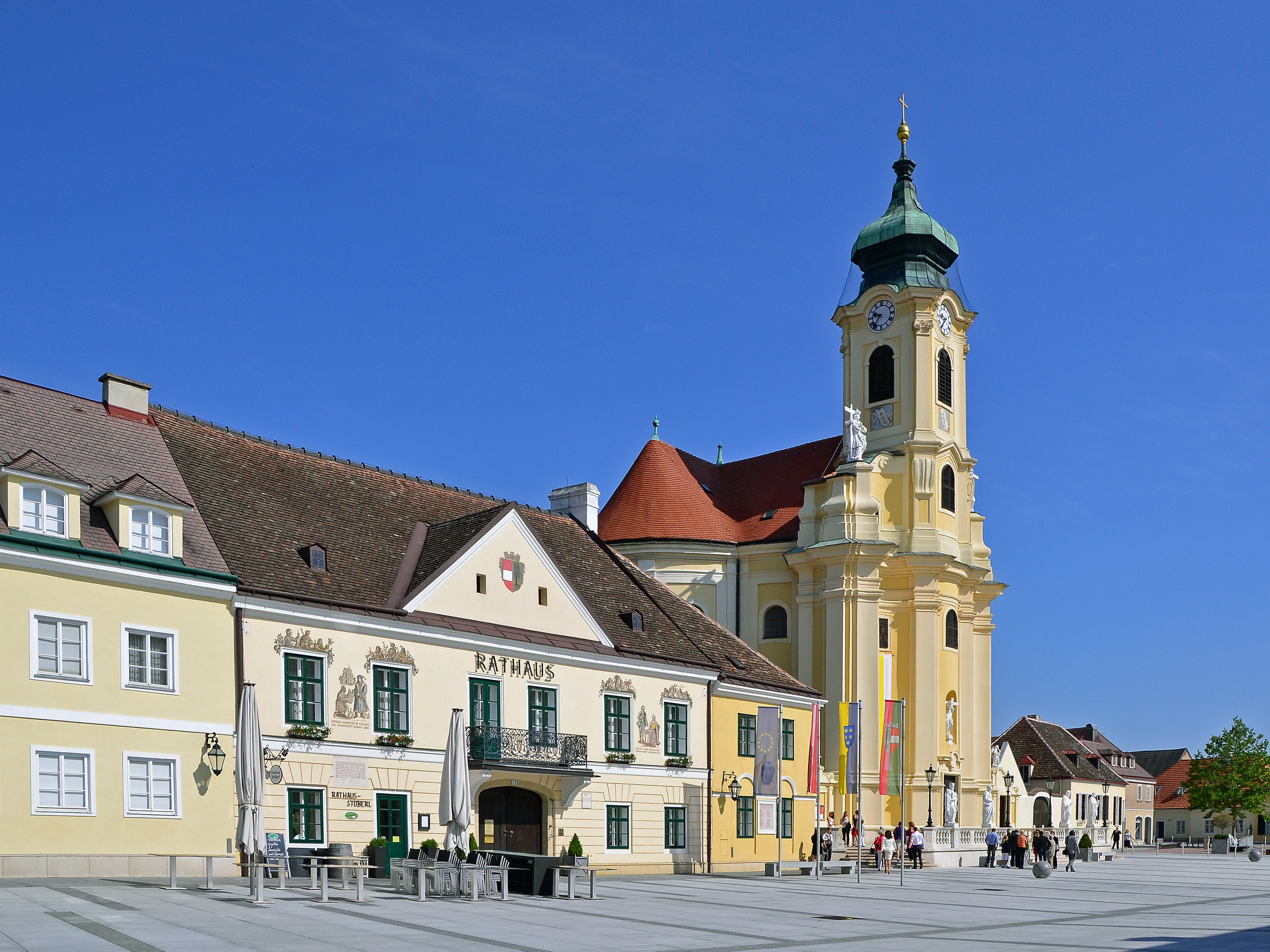
Hình ảnh được chụp bởi HeinzLW

ich, gần Viên.

## Twin cities
- - Gödöllő, Hungary